# Parasemia laemmermanni
Parasemia laemmermanni là một loài bướm đêm thuộc phân họ Arctiinae, họ Erebidae.